# Hînovîci, Berejanî
Hînovîci (în ucraineană Гиновичі) este un sat în comuna Jukiv din raionul Berejanî, regiunea Ternopil, Ucraina.

## Demografie
Componența lingvistică a localității Hînovîci
     Ucraineană (100%)
Conform recensământului din 2001, toată populația localității Hînovîci era vorbitoare de ucraineană (100%).